# Francis Herbert Wenham
Francis Herbert Wenham född 1824 död 1908, var en brittisk ingenjör.
Wenham genomförde flygförsök med en glidfarkost där fem vingar var monterade ovanför varandra. Wenham hade före byggandet studerat fåglarnas rörelse vid flygning. Flygförsöken misslyckades, men han skrev därefter avhandlingen Aerial Locomotion där han framför sina teorier om betydelsen av korrekt välvning av vingen och att lyftkraften är koncentrerad till vingprofilens främre del.